# Voetbalkampioenschap van Midden-Elbe 1917/18
In 1917/18 werd het twaalfde voetbalkampioenschap van Midden-Elbe gespeeld, dat georganiseerd werd door de Midden-Duitse voetbalbond. FuCC Cricket-Viktoria Magdeburg werd kampioen en plaatste zich voor de Midden-Duitse eindronde. De club versloeg FC Herta Wittenberge en verloor dan van Hallescher FC 1896. 

## 1. Klasse
| Plaats | Club                                 | Wed. | W | G | V  | Saldo | Ptn.  |
| ------ | ------------------------------------ | ---- | - | - | -- | ----- | ----- |
| 1.     | FuCC Cricket-Viktoria 1897 Magdeburg | 14   | 9 | 3 | 2  | 25:12 | 21:07 |
| 2.     | MFC Komet Magdeburg 1908             | 14   | 9 | 1 | 4  | 29:17 | 19:09 |
| 3.     | Magdeburger SC Preußen               | 14   | 7 | 3 | 4  | 27:20 | 17:11 |
| 4.     | FC Weitstoß Magdeburg                | 14   | 8 | 0 | 6  | 27:17 | 16:12 |
| 5.     | SV Viktoria 96 Magdeburg             | 14   | 7 | 2 | 5  | 23:25 | 16:12 |
| 6.     | SpVgg Magdeburg                      | 14   | 5 | 1 | 8  | 14:28 | 11:17 |
| 7.     | FC Weitstoß Schönebeck               | 14   | 4 | 0 | 10 | 23:24 | 08:20 |
| 8.     | Magdeburger SC 1900                  | 14   | 2 | 0 | 12 | 06:31 | 04:24 |

Magdeburger SC 1900 trok zich na de heenronde terug. De club werd evenwel niet uitgesloten, maar de terugwedstrijden werden als overwinning voor de tegenstander geteld. 
|  | Kampioen, geplaatst voor Midden-Duitse eindronde |